# Il lungo silenzio
Il lungo silenzio es una coproducción italo-germano-francesa dirigida en 1993 por Margarethe von Trotta.
Margarethe Von Trotta analiza en esta película los sentimientos de una mujer italiana que se enfrenta con gran valor a la mafia italiana, desafiando las normas del corrupto sistema. Una buena dirección por parte de Trotta, una interpretación excelente de Carla Gravina y una banda sonora magistral de Ennio Morricone hacen de esta película un magnífico drama político.

## Sinopsis
Carla es la esposa de Marco, un juez inmerso en un asunto de tráfico de armas. Otro magistrado más que lucha contra la corrupción de la vida política italiana. Carla tiene la obsesión de que su marido pueda ser asesinado debido a la labor que desempeña. Ella no se equivoca y finalmente lo matan. Carla pide el apoyo de otras viudas de jueces en su misma situación, pero para ello tienen que romper “Il lungo silencio” que no es otra cosa que la barrera que siempre ha protegido las fechorías de malvados y sicarios bajo las órdenes de personajes influyentes y corruptos. Carla con la ayuda de las otra viudas y las notas de su marido, producen un documental para la televisión que pone en peligro sus vidas y las de otra muchas personas.

## Premios
- 1993 - Una nominación al Premio "European Film Award" a Carla Gravina como mejor actriz (European Film Awards)
- 1993 - Premio "Best Actress" Carla Gravina; Premio al "Most Popular Film" y Premio "Prize of the Ecumenical Jury" (Montréal World Film Festival)
- 1994 - Una nominación al Premio "Film Award in Gold" en la categoría de Presentación del Film más destacado (German Film Awards)